# Woryty Morąskie
Woryty Morąskie (niem. Woritten) – część wsi Gulbity w Polsce, położona w województwie warmińsko-mazurskim, w powiecie ostródzkim, w gminie Morąg. W latach 1975–1998 Woryty Morąskie administracyjnie należały do województwa olsztyńskiego.

## Historia
Miejscowość wzmiankowana w dokumentach z roku 1325, jako wieś pruska na 13 włókach. Pierwotna nazwa Wotythen wywodzi się z języka pruskiego, gdzie wors oznacza – 'stary'. W roku 1782 we wsi odnotowano sześć domów (dymów), natomiast w 1858 w sześciu gospodarstwach domowych było 73 mieszkańców. W latach 1937–1939 odnotowano 128 mieszkańców. W roku 1973 jako kolonia Morąskie Woryty należały do powiatu morąskiego, gmina i poczta Morąg.